# Howl no ugoku shiro (colonna sonora)
Howl no Ugoku Shiro Soundtrack (風立ちぬ サウンドトラック?) è la colonna sonora composta e arragiata da Joe Hisaishi per il film d'animazione Il castello errante di Howl (ハウルの動く城 ?, Hauru no ugoku shiro), scritto e diretto da Hayao Miyazaki e realizzato dallo Studio Ghibli nel 2004.

## L'album
Il CD della colonna sonora è stato pubblicato il 19 novembre 2004 da Tokuma. L'artista Joe Hisaishi ha anche composto Howl's Moving Castle: Symphony Suite, album pubblicato il 21 gennaio 2004, che comprende dieci riarrangiamenti dei pezzi della colonna sonora originale. Lui e Yumi Kimura hanno anche composto Howl's Moving Castle CD Maxi-Single, un CD singolo pubblicato il 27 ottobre 2004 che contiene la colonna sonora del film, cantata da Chieko Baishō (la doppiatrice giapponese di Sophie), la sua versione karaoke e una versione per pianoforte del tema principale del film, Merry-Go-Round of Life.

## Tracce

### Versione originale
Tutti i brani sono stati composti da Joe Hisaishi, tranne dove indicato:
1. Opening: The Merry-Go-Round of Life  ( -オープニング- 人生のメリーゴーランド ?, -Opening- Jinsei no Merry-go-round) - 2:34
2. The Courageous Cavalry  ( 陽気な軽騎兵 ?,  Yōki na Keikihei) - 0:51
3. Stroll Through the Sky  ( 空中散歩 ?,  Kūchū Sanpo) - 2:15
4. The Heart Aflutter  ( ときめき ?,  Tokimeki) - 0:20
5. The Witch of the Waste  ( 荒地の魔女 ?,  Arechi no Majo) - 0:59
6. Wandering Sophie  ( さすらいのソフィー ?,  Sasurai no Sofī) - 4:20
7. The Magical Door  ( 魔法の扉 ?,  Mahō no Tobira) - 5:27
8. The Indelible Curse  ( 消えない呪い ?,  Kienai Noroi) - 0:45
9. Spring Cleaning  ( 大掃除 ?,  Ōsōji) - 1:22
10. To Star Lake  ( 星の湖 へ ?,  Hoshi no Umi he) - 4:13
11. Quiet Feelings  ( 静かな想い ?,  Shizuka na Omoi) - 0:28
12. In the Rain  ( 雨の中で ?,  Ame no Naka de) - 1:28
13. Vanity and Friendship  ( 虚栄と友情 ?,  Kyoei to Yūjō) - 3:58
14. A 90-Year-Old Young Girl  ( 90歳の少女 ?,  90-sai no Shōjo) - 1:01
15. Suliman's Magic Square: Return to the Castle  ( サリマンの魔法陣 城への帰還 ?,  Suliman no Mahōjin ~Shiro he no Kikan) - 5:23
16. The Secret Cave  ( 秘密の洞穴 ?,  Himitsu no Dōkutsu) - 2:34
17. Moving  ( 引越し ?,  Hikkoshi) - 3:05
18. The Flower Garden  ( 花園 ?,  Hanazono)	- 2:58
19. Run!  ( 走れ！ ?,  Hashire!) - 0:57
20. Now That's Love  ( 恋だね ?,  Koi da ne) - 1:12
21. Family  ( ファミリー ?,  Famirī) - 1:24
22. Love of War  ( 戦火の恋 ?,  Senka no Koi) - 2:56
23. Escape  ( 脱出 ?,  Dasshutsu) - 1:33
24. Sophie's Castle  ( ソフィーの城 ?,  Sophie no Shiro) - 2:39
25. The Boy Who Drank Stars  ( 星をのんだ少年 ?, Hoshi wo Nonda Shōnen) - 7:30
26. Ending: The Promise of the World: The Merry-Go-Round of Life  ( -エンディング- 世界の約束 人生のメリーゴーランド ?,  -Ending- Sekai no Yakusoku ~Jinsei no Merī-gō-rando) - 6:51 (Chieko Baisho, Youmi Kimura, Joe Hisaishi)

### VersioneImage Album
1. Mysterious World  ( ミステリアス・ワールド?) - 5:04
2. The Wizard of the Moving Castle  ( 動く城の魔法使い ?, Ugoku shiro no mahoutsukai) - 5:56
3. Sophie's Tomorrow  ( ソフィーの明日 ?,  Sophie no ashita) - 5:10
4. Boy  ( ボーイ?) - 3:43
5. Moving Castle  ( 動く城 Ugoku shiro?) - 3:56
6. War War War  ( ウォー・ウォー・ウォー?) - 4:47
7. Wizard's Waltz  ( 魔法使いのワルツ ?,  Mahoutsukai no Waltz) - 5:39
8. Secret Garden  ( シークレット・ガーデン?) - 3:24
9. The Allure of Dawn  ( 暁の誘惑 ?,  Akatsuki no Yuuwaku) - 5:15
10. Cave of Mind  ( ケイヴ・オブ・マインド?) - 5:48

### CD Maxi-Single
1. The Promise of the World  ( theme song) ?,  世界の約束 ,  主題歌) Sekai no Yakusoku) - 4:23 Chieko Baisho | 倍賞 千恵子?)
2. The Merry-go-round of Life  ( instrumental) ?,  人生のメリーゴーランド ,  インストゥルメンタル) Jinsei no Merry-go-round) - 3:29
3. The Promise of the World  ( original karaoke) ?,  世界の約束 ,  オリジナル・カラオケ) Sekai no Yakusoku) - 4:20 Youmi Kimura | 木村 弓?)